# Sébastien Izambard
Sébastien Izambard (Parigi, 7 marzo 1973) è un cantante francese.
Membro del gruppo di crossover di musica classica Il Divo, la sua estensione vocale è classificata come melodia popolare o vox populi, ma canta come tenore. È altresì produttore discografico, compositore, cantautore e performer autodidatta.

## Biografia
Da adolescente impara a suonare la chitarra per far colpo sulla prima ragazza della quale si era innamorato. Ha studiato presso la scuola Lycée Janson de Sailly di Parígi. Nel 2000, all'età di 27 anni, firma a Parigi il primo contratto con una casa discografica. Molto famoso in Francia, Belgio e in Canada, il 6 giugno 2000 rilascia un album con il titolo Libre. L'album raggiunge il primo posto nelle vendite in Francia, Canada e Belgio.
Nel 2001 presso il prestigioso teatro Olympia di Parigi, ha partecipato, come ospite del cantante Johnny Hallyday. Ha registrato due video per l'album Libre e J't'en veux. Nel 2002 ha contribuito, al Casino de Paris, al progetto musicale di Riccardo Cocciante Le Petit Prince (Il Piccolo Principe), rappresentato dal febbraio all' ottobre 2002. Successivamente ha anche partecipato ai lavori de Il Toupe. Durante la registrazione del secondo album prodotto da Francesco Madjouli e Lionel Firenze ha accettato di partecipare come membro del gruppo musicale Il Divo, con il quale ha venduto oltre 26 milioni di copie di dischi in tutto il mondo. In parallelo al gruppo, Izambard continua a scrivere e comporre canzoni per altri artisti pop. È inoltre membro attivo della organizzazione francese SMTA Assistance Médicale Toit du Monde e ambasciatore globale per la Fondazione Sanfilippo bambini.

### I progetti di solidarietà
Ha inoltre collaborato, insieme ad un centinaio di artisti a diversi progetti musicali di solidarietà, tra i quali l'album Noël Ensemble per raccogliere fondi per la lotta contro l'AIDS. Oggi è membro attivo di due associazioni di beneficenza: con la francese SMTA, un'organizzazione no profit che aiuta i bambini poveri di India e Nepal, e la Fondazione australiana Sanfilippo per bambini. Nel settembre 2008, durante una delle sue campagne per raccogliere fondi, vende per beneficenza alcuni dei suoi abiti di Armani.

## Galleria d'immagini

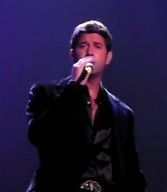
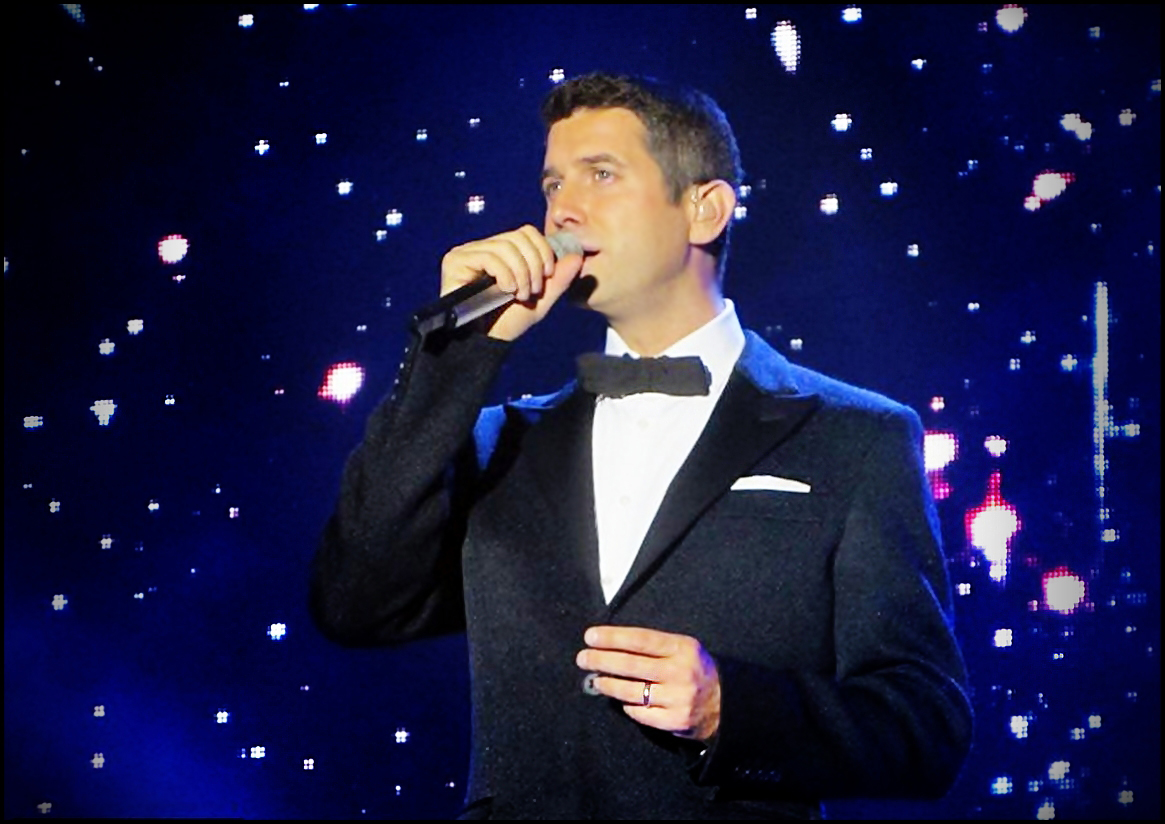
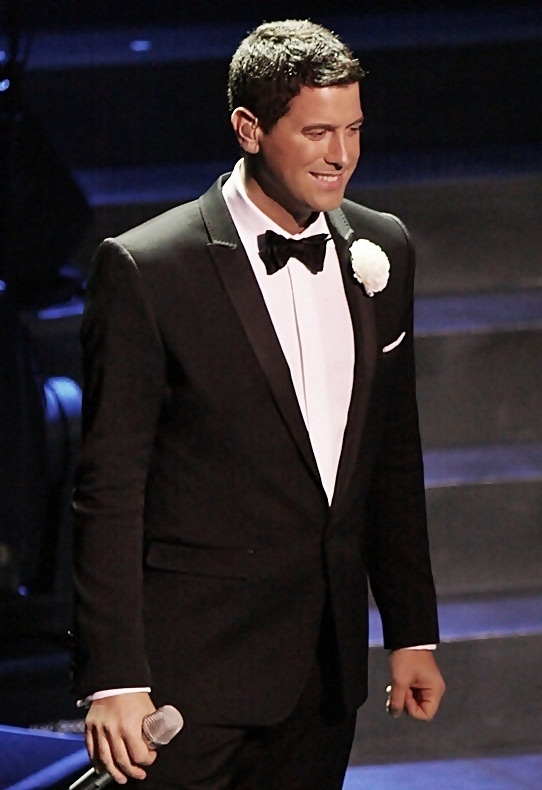
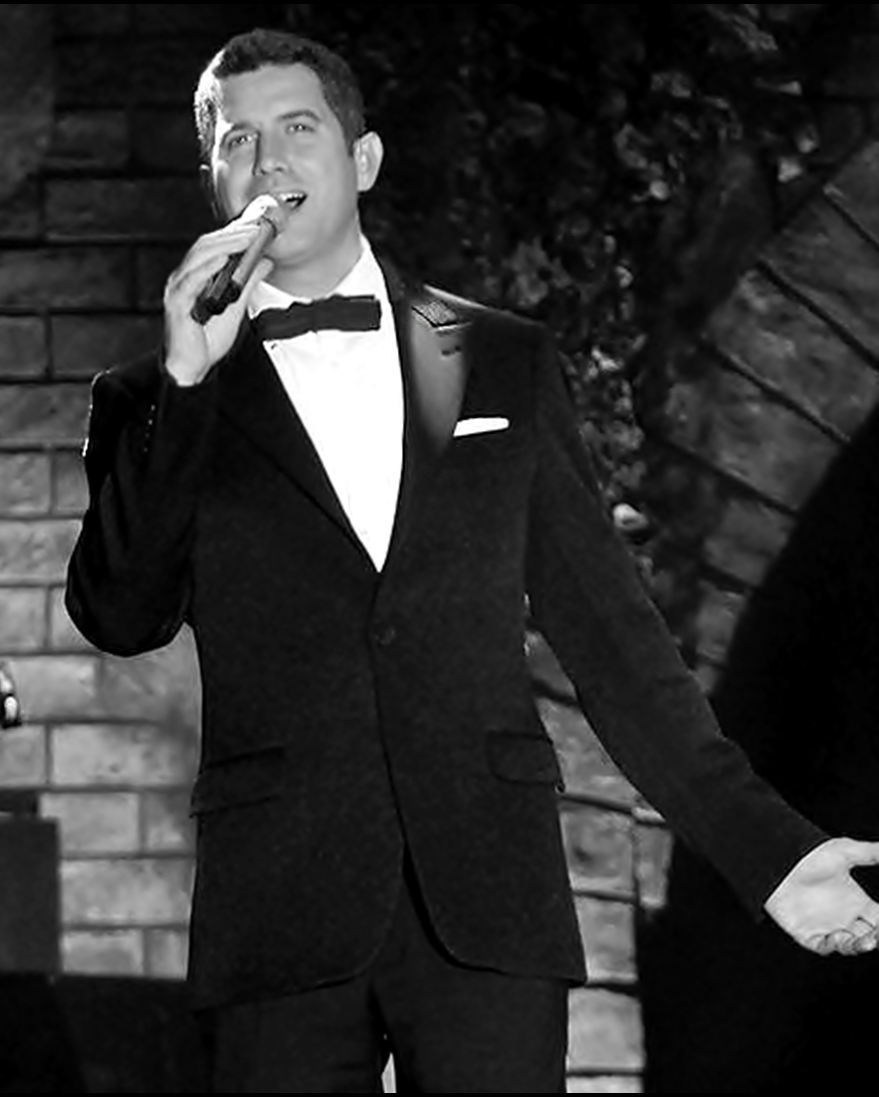
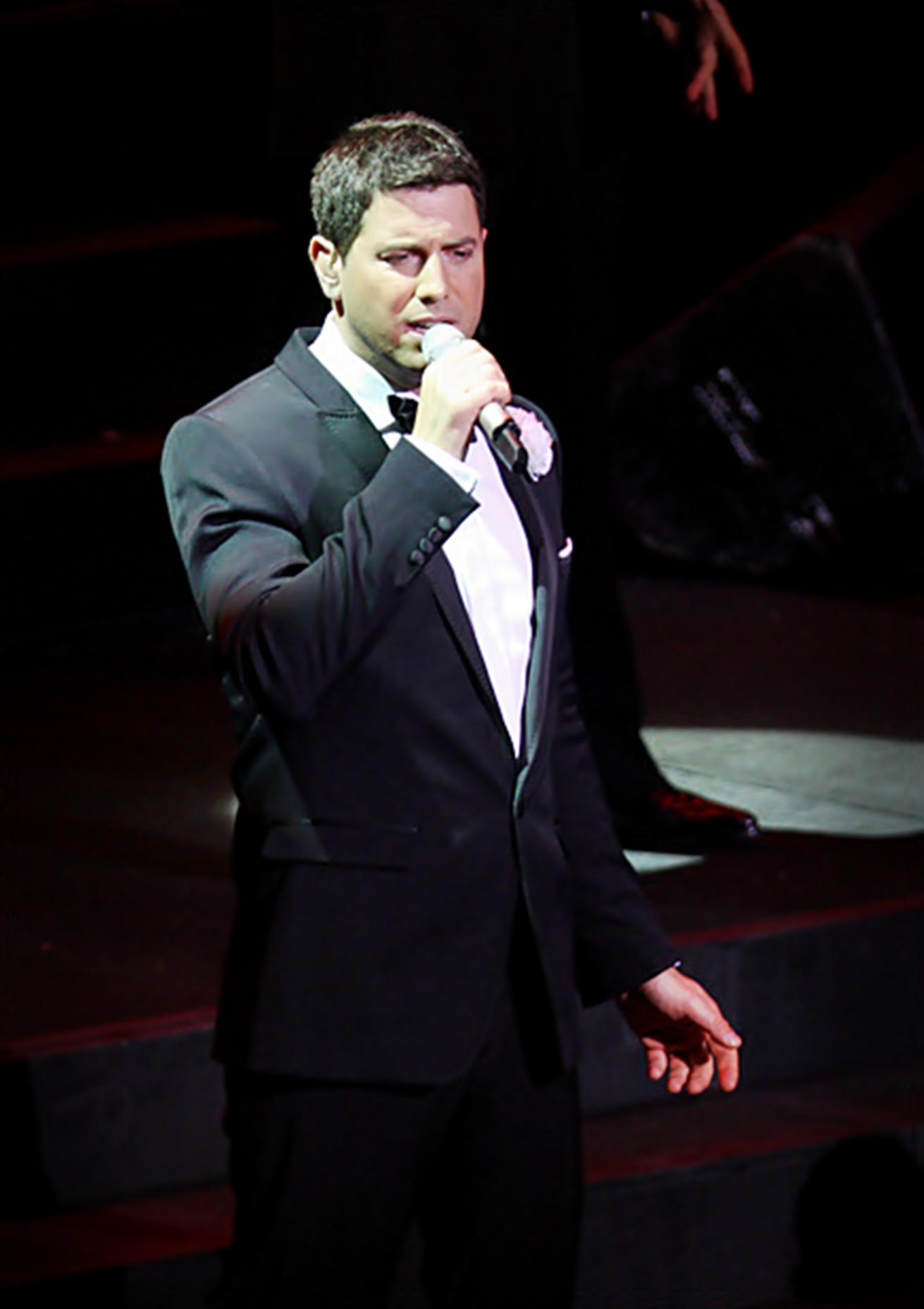
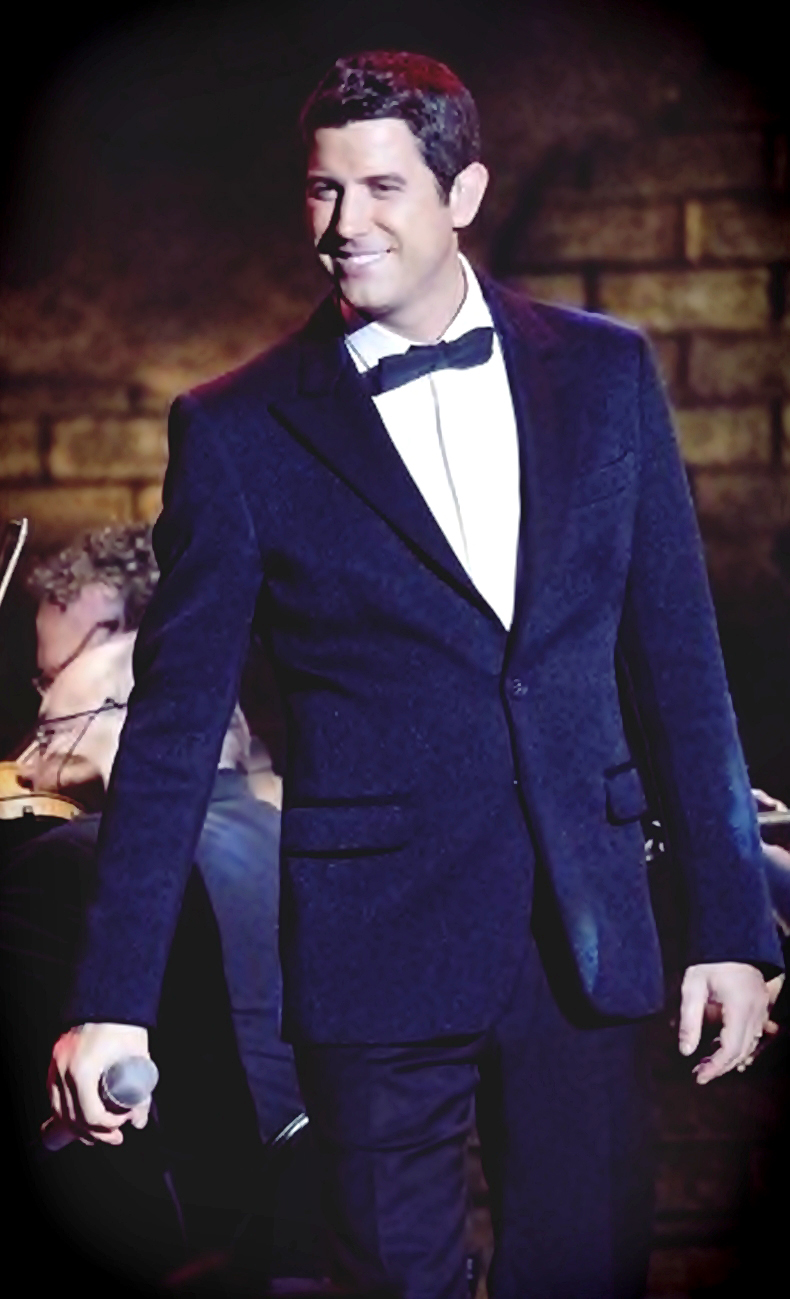

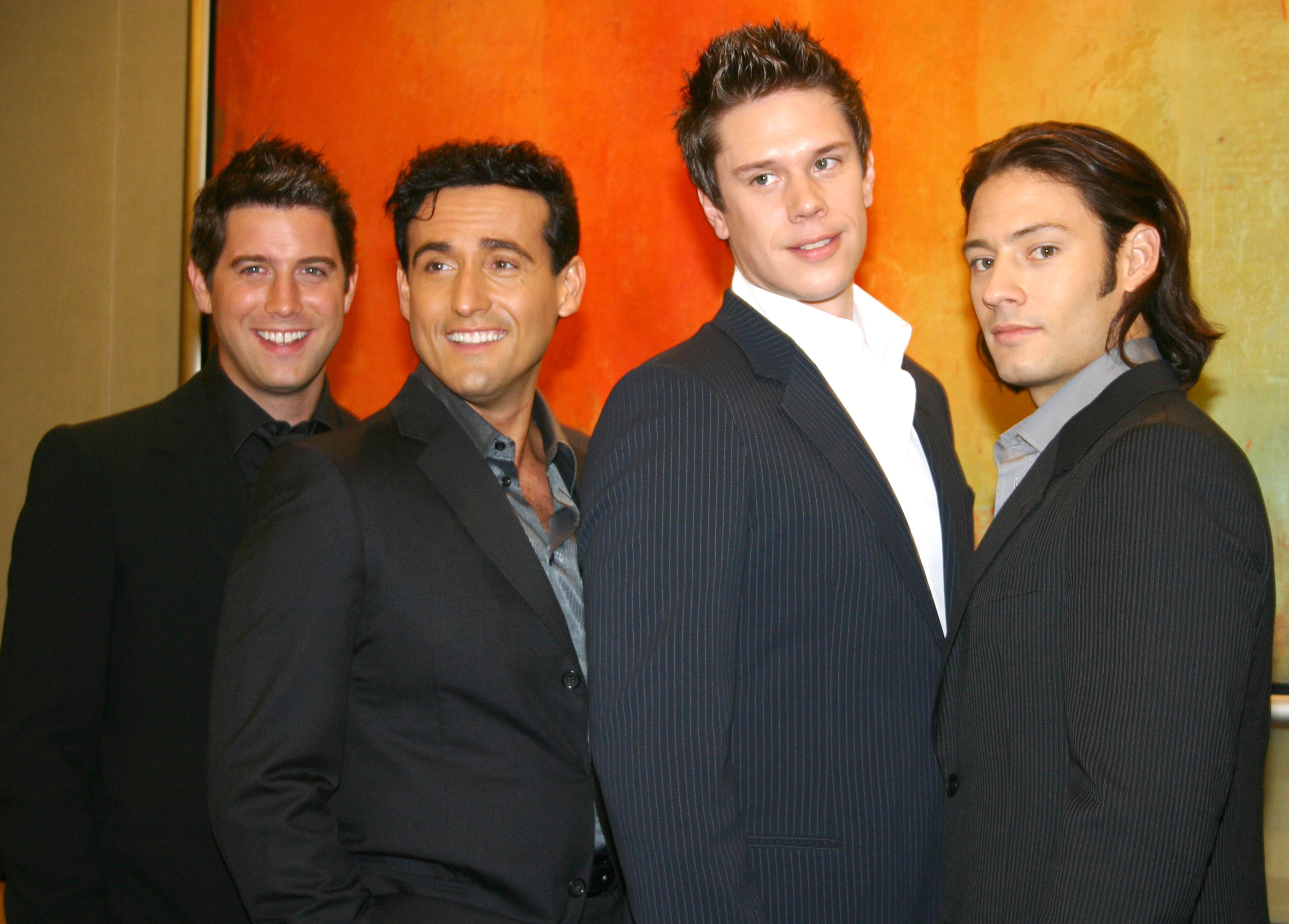
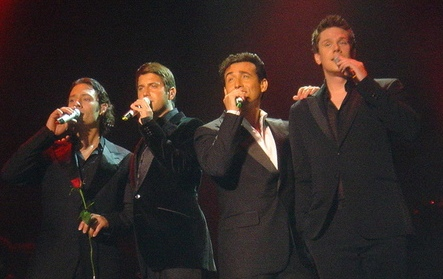
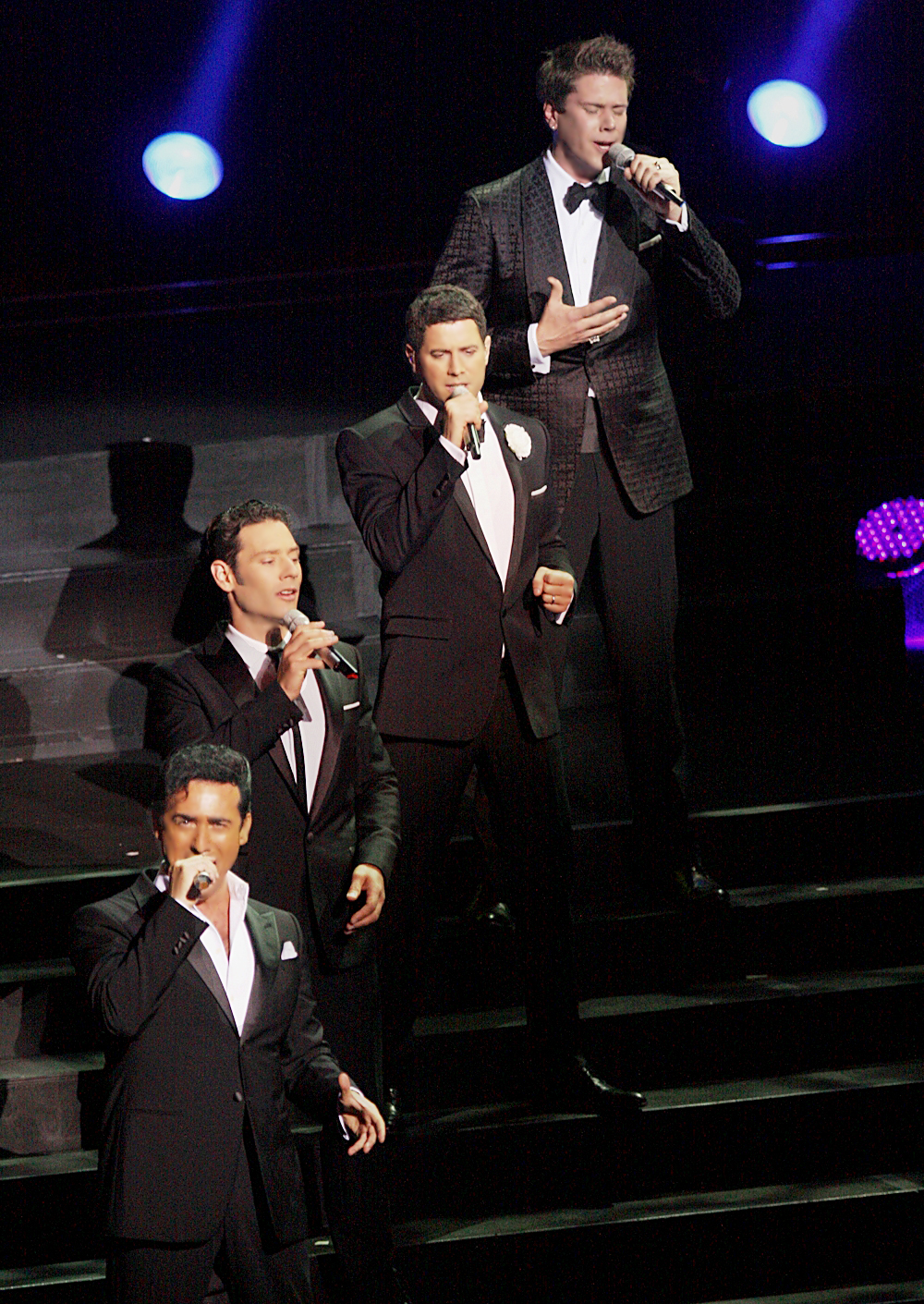
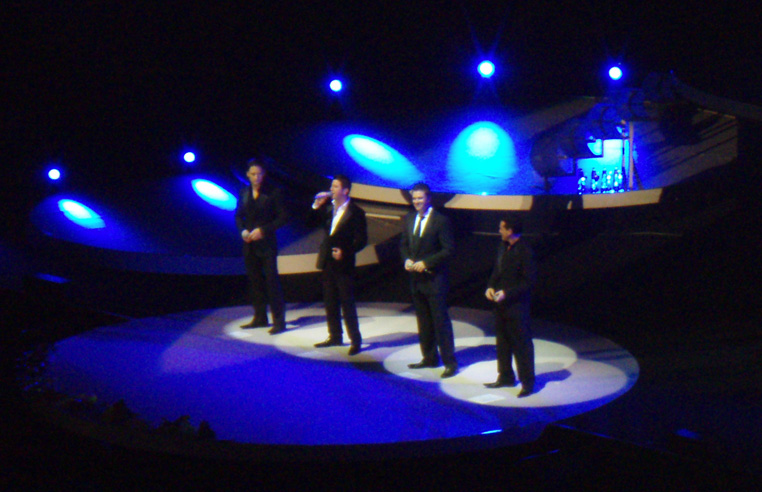
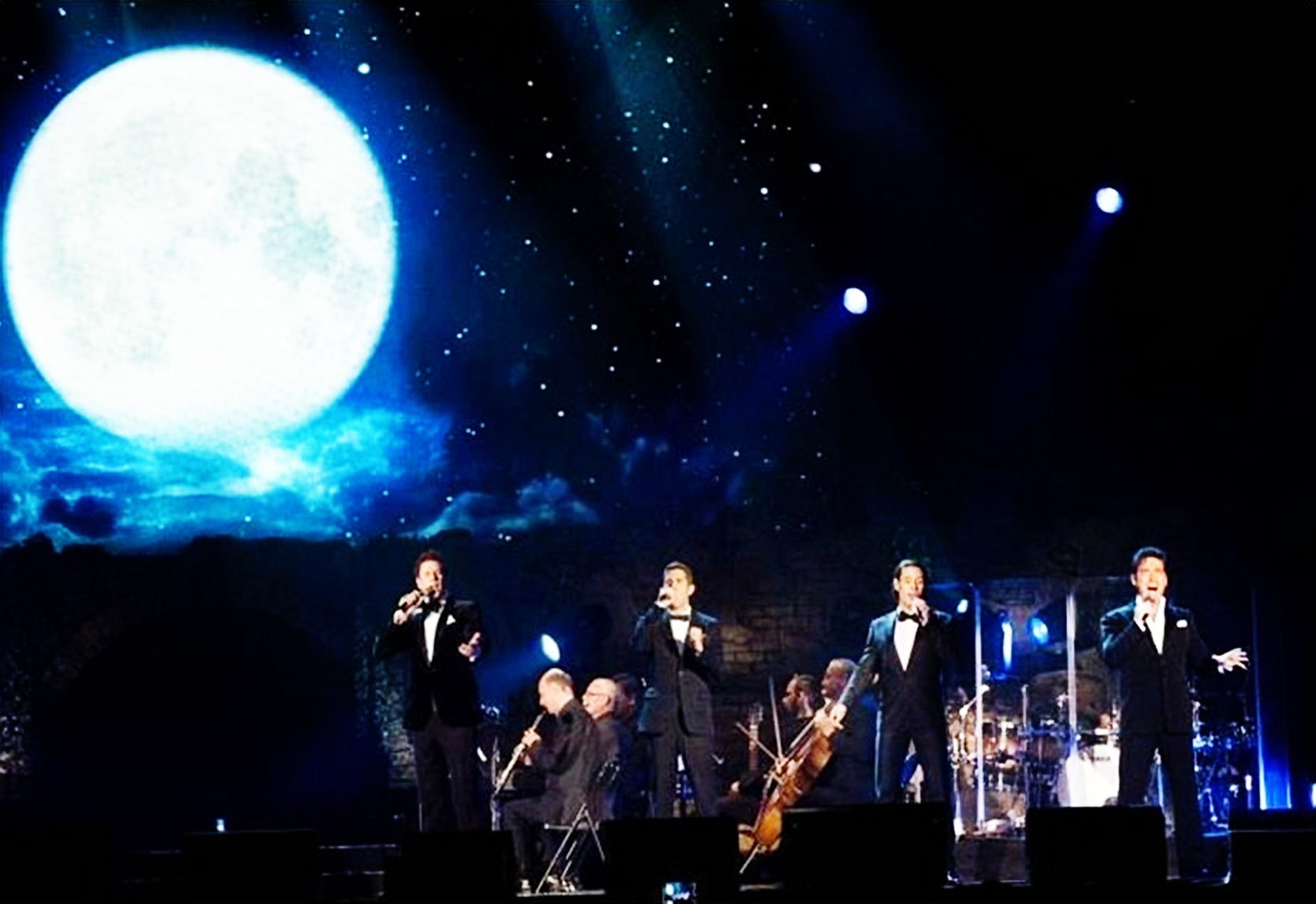

## Discografia

### Album Studio
2000 – Libre
Singoli:
- Libre (2000)
- J'T'en veux (2001)

### Album Musicali
2002 – Le Petit Prince. Versión estudio
2002 – Le Petit Prince. Versión completa

### Compositore
2010 – Ramin di Ramin Karimloo
2011 – Secret Codes And Battleships di Darren Hayes

### Produttore
2014 – Hope for Isla and Jude